# Luto Como Mãe
Luto Como Mãe é um documentário brasileiro de 2009 dirigido por Luis Carlos Nascimento. Ganhou o prêmio de melhor filme do Festival de Cinema de Santa Cruz de La Sierra na Bolívia (2010). Esteve na  Seleção Oficial Festival do Rio 2009 (Rio de Janeiro – Brasil); LWFF – London World Film Festival 2010 (Londres – Inglaterra); Festival Internacional de cine de mar del Plata; Festival Internacional de Cine de Viña del Mar - Muestras y Ciclos 21º FIC Viña 2009; Festin; Jangada. Teve o lançamento nos cinemas do Brasil em 2010 e exibido no Canal Brasil em 2016. 
O documentário Luto como Mãe centra-se nas histórias de mães que perderam seus filhos para a violência.